# Typografernes Strejke
Typografernes Strejke er en dansk film fra 1908 indeholdende dokumentariske optagelser af strejkende arbejdere. 
Filmen er produceret af Nordisk Films Kompagni. 
Baggrunden for strejken i 1908 var uro indenfor de grafiske fag. Litografisk Forbund havde opsagt overenskomsten og krævet kortere arbejdstid, længere ferie og højere løn. Da arbejdsgiverorganisationen ikke ønskede at efterkomme kravene, gik litograferne i strejke, hvorefter arbejdsgiverne varslede lockout i de grafiske fag, bortset fra dagspressen. Herefter gik flere typografer ved dagbladene i sympatistrejke, hvilket ramte alle aviser, bortset fra Social-Demokraten og Kristelig Dagblad, der begge stod udenfor Arbejdsgiverforeningen.

## Handling
August 1908. Arbejdskamp. Mennesker går ind i bygning, hvor der formodentlig holdes møde. Forlader samme igen. Alle er velklædte efter datidens mode og klædedragt. Folk forsamlet udenfor bygning. (Typografernes hus?).